# Red Bull X-Fighters

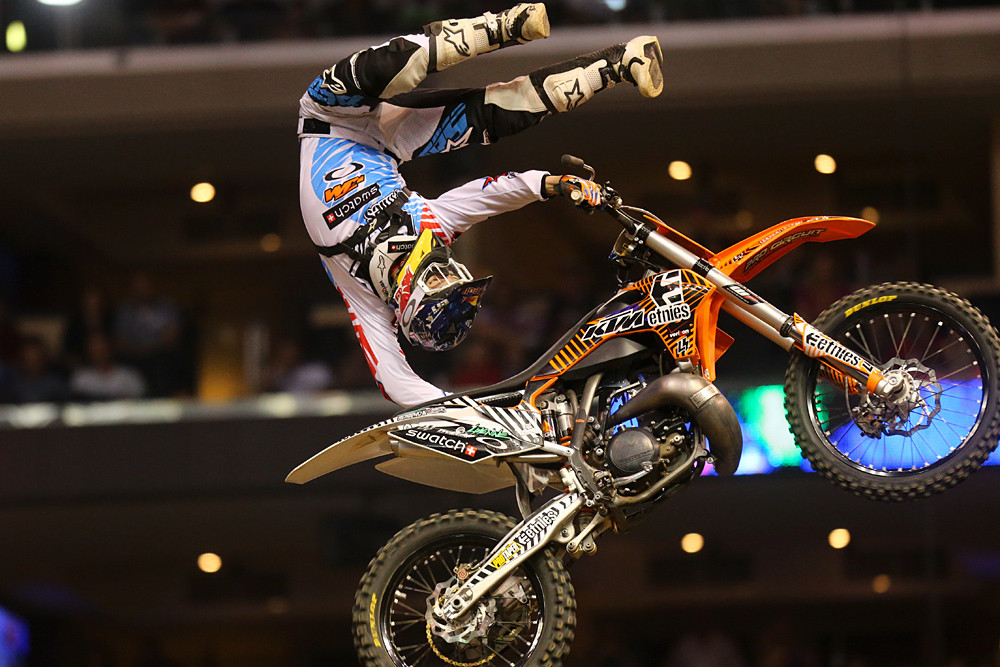
El Neozelandés LEVI SHERWOOD,haciendo gala de su indiscutible liderazgo en los Red Bull X-fighters.

Red Bull X-Fighters fue un torneo internacional de motocross estilo libre que la empresa de bebidas Red Bull organizó entre los años 2001 y 2017. Reunía a los mejores exponentes de la disciplina como complemento de los X Games.
En sus primeras ediciones (2001-2004), los eventos de Red Bull X-Fighters disputaron en plazas de toros de Las Ventas y Valencia en España y la Monumental de México. A partir de 2007 se adoptaron otras sedes como pabellones y estadios en países sin tradición taurina. Las competencias tenían elementos provenientes de las corridas de toros, como fanfarrias al ingreso de los competidores y pañuelos blancos agitados por los espectadores, uno de los competidores con mayor proyección es Adrián Cuesta

## Ganadores

### Freestyle
| Año  |              |               |                 |                 |                        | España (Madrid)   | España (Valencia) |                |               |                |               |
| ---- | ------------ | ------------- | --------------- | --------------- | ---------------------- | ----------------- | ----------------- | -------------- | ------------- | -------------- | ------------- |
| 2001 | -            | -             | -               | -               | -                      | -                 | Mike Jones        | -              | -             | -              | -             |
| 2002 | -            | -             | -               | -               | -                      | Edgar Torronteras | -                 | -              | -             | -              | -             |
| 2003 | -            | -             | -               | -               | -                      | Kenny Bartram     | Kenny Bartram     | -              | -             | -              | -             |
| 2004 | -            | -             | -               | -               | -                      | Travis Pastrana   | -                 | -              | -             | -              | -             |
| Año  | Alemania     |               | Brasil          | Canadá          |                        | España (Madrid)   | Irlanda           | Estados Unidos | México        | Reino Unido    | Polonia       |
| 2005 | -            | -             | -               | -               | -                      | Nate Adams        | -                 | -              | Ronnie Renner | -              | -             |
| 2006 | -            | -             | -               | -               | -                      | Travis Pastrana   | -                 | -              | Mat Rebeaud   | -              | -             |
| 2007 | -            | -             | -               | -               | -                      | Travis Pastrana   | Travis Pastrana   | -              | Dani Torres   | -              | -             |
| 2008 | Mat Rebeaud  | -             | Jeremy Stenberg | -               | -                      | Mat Rebeaud       | -                 | Mat Rebeaud    | Mat Rebeaud   | -              | Dani Torres   |
| 2009 | -            | -             | -               | Robbie Madisson | -                      | Dani Torres       | -                 | Nate Adams     | Levi Sherwood | Nate Adams     | -             |
| Año  |              |               |                 |                 | Egipto                 | España (Madrid)   | Italia            |                | México        | Reino Unido    | Rusia         |
| 2010 | -            | -             | -               | -               | Adam Jones             | Robbie Maddison   | Dani Torres       | -              | André Villa   | Levi Sherwood  | Levi Sherwood |
| Año  | Alemania     | Australia     | Brasil          | Japón           | Emiratos Árabes Unidos | España (Madrid)   | Italia            | Estados Unidos | México        | África del Sur | Polonia       |
| 2011 | -            | Josh Sheehan  | Nate Adams      | -               | Dani Torres            | Dani Torres       | Nate Adams        | -              | -             | -              | Nate Adams    |
| 2012 | Thomas Pagés | Levi Sherwood | -               | -               | Levi Sherwood          | Levi Sherwood     | -                 | Todd Potter    | -             | -              | -             |
| 2013 | -            | -             | -               | Taka Higashino  | Dani Torres            | Thomas Pagés      | -                 | Rob Adelberg   | Thomas Pagés  | -              | -             |
| 2014 | Josh Sheehan | -             | -               | Levi Sherwood   | -                      | Thomas Pagés      | -                 | -              | Levi Sherwood | Libor Podmol   | -             |
| Año  | Alemania     | Australia     | Brasil          | Japón           | Emiratos Árabes Unidos | España (Madrid)   | Grecia            | Estados Unidos | México        | África del Sur | Polonia       |
| 2015 | -            | -             | -               | -               | Jeremy Rouanet         | Christian Meyer   | Alastair Sayer    | -              | Clinton Moore | Erick Ruiz     | -             |
| 2016 | -            | -             | -               | -               | -                      | Taka Higashino    | -                 | -              | -             | -              | -             |
| 2017 | -            | -             | -               | -               | -                      | Clinton Moore     | -                 | -              | -             | -              | -             |

Pilotos destacados
- Levi Sherwood - 8 victorias, 16 podios.
- Dani Torres - 7 victorias, 20 podios.
- Nate Adams - 6 victorias, 19 podios.
- Mat Rebeaud - 5 victorias, 15 podios.
- Travis Pastrana - 4 victorias, 5 podios.

## Formato
- Número de participantes

El máximo de riders (pilotos) que pueden formar parte de un evento de los Red Bull X-Fighters es de 12. En ciertos eventos del campeonato puede haber riders invitados a una pre-calificación, mediante la que se llenarán las plazas “libres” que pueda haber hasta llegar a las 12 establecidas por el reglamento. La normativa general de los Red Bull X-Fighters se aplicará también a todos los eventos de pre-calificación.
- Sistema de Puntuación

Los puntos que se otorgan a las diferentes posiciones finales al terminar un evento de los Red Bull X-Fighters, independientemente de la(s) disciplina(s):
1.er lugar 100 pts.
2° lugar 80 pts.
3.er lugar 65 pts.
4° lugar 55 pts.
5° lugar 45 pts.
6° lugar 35 pts.
7° lugar 30 pts.
8° lugar 25 pts.
9° lugar 20 pts.
10° lugar 15 pts.
11° lugar 10 pts.
12° lugar 5 pts.
- Eliminación

La norma de Eliminación es válida para todos los riders que compitan en todas las pruebas anteriores al Evento Final. El peor resultado de cada rider será eliminado y el resto de puntuaciones serán sumadas para saber las posiciones de cada rider en la clasificación antes del inicio del Evento Final. Esta norma sólo se aplicará si el número de resultados totales de un rider es superior a 3 (si acumula 3 o más resultados). Si un rider no puede participar en un evento (que no sea el Final), entonces ese resultado nulo será el que se elimine.

## Eventos
Los eventos de los Red Bull X-Fighters durarán, normalmente, 3 días:
Día 1 - Sesión. informativa de los riders y entrenamientos
Día 2 - Entrenamiento y Calificación
Día 3 - Entrenamiento y Competición
Los eventos del Red Bull X-Fighters de Ciudad de México y Madrid se llevarán a cabo en 2 días. En determinadas circunstancias, un evento del Red Bull X-Fighters podría ser reducido a un solo día, abarcando todos los elementos de entrenamiento, calificación y competición.
- Calificación

El orden de salida para las sesiones de calificación será organizado en orden inverso a la posición que ocupan los riders en el Campeonato (el rider con mayor puntuación saldrá en último lugar). En caso de que más de un rider no tenga puntuación en el campeonato, se les asignará un lugar de participación mediante un sorteo en el que el primer rider seleccionado será el primero en participar y así sucesivamente hasta llegar a los riders que sí están clasificados en el certamen. A partir de entonces, los riders clasificados empezarán a competir en el orden inverso descrito anteriormente. Si dos o más riders estuvieran empatados a puntos, el orden de salida se decidirá en función de cuál de ellos obtuvo más puntos en la última prueba disputada. * En el primer evento del campeonato el orden de salida se decidirá tomando como referencia el total de puntos final del campeonato anterior.
Habrá 2 rondas de calificación de 90 segundos cada una. Los 12 riders participarán en la Primera Ronda en el orden de salida descrito anteriormente y después los mismos 12 riders participarán en la Segunda Ronda, siempre en el mismo orden.
Cualquier rider que no realice alguna de las sesiones de calificación saldrá en último lugar. Si más de un rider no formara parte de la sesión de calificación, entonces su lugar en la general del Campeonato será el que determine la posición de salida, siendo el rider de menor puntuación el que salga primero. Si no existiera una posición en el Campeonato, entonces esta se determinará por sorteo con el objetivo de clasificar al rider.
Cualquier rider que por razones mecánicas o médicas legítimas no asista a tiempo a la sesión de calificación, podrá participar en la sesión antes de que se agote el tiempo previsto para cada ronda. Si todos los participantes finalizaron la primera ronda, entonces al rider que haya empezado tarde se le dará la una sola ronda de calificación. Si, por otro lado, el último rider en salir terminó su segunda ronda de calificación habiendo pasado los dos minutos de tiempo establecido para completarla, entonces esa ronda no contará.
Una sesión de calificación se considera completa cuando todos los riders terminan por lo menos una ronda (excepto cuando un rider no pueda arrancar por razones médicas o mecánicas). Si una sesión de calificación es detenida por alguna razón (por ejemplo, por clima adverso), esta se puede reiniciar más tarde, en el punto en donde se suspendió. Si la calificación se cancela y no se completó ninguna ronda, entonces los resultados serán cancelados y las posiciones finales de la calificación serán las que tiene cada rider en el campeonato, más las posiciones otorgadas por el Comité de Competición.
(cuando sea necesario). Si un rider no tiene una posición en el campeonato, entonces el Comité realizará un sorteo en donde al primer rider resultante del sorteo se le asignará la primera posición por detrás de los riders que ya están clasificados, al siguiente rider la siguiente posición y así hasta que a los riders sin posición se les haya asignado un puesto.
- Resultado de la Calificación

Los resultados de cada ronda de calificación serán anunciados en la zona de espera destinada a los riders al término de cada ronda. Los resultados oficiales serán repartidos entre los participantes al terminar la Sesión de Calificación. Las posiciones de la Calificación se asignarán teniendo en cuenta la mejor puntuación obtenida por un rider en cualquiera de las dos rondas. El rider que haya obtenido la mayor puntuación durante la Calificación, ocupará la primera plaza.
- Competición

Primera Ronda
Los 7 riders con mayor puntuación en la Calificación no participarán en la Primera Ronda y el resto saldrán en orden inverso a su posición en la tabla. Cada rider completará una tanda en el circuito dentro de un límite de tiempo predeterminado (por lo general, 60 segundos). No se podrán hacer trucos de rotación invertida en esta ronda (backflips, frontflips, 360’s, varials invertidos). Cualquier rider que haga un truco de rotación invertida en esta ronda será descalificado de la competición y perderá todo derecho a puntuar o a los premios en metálico. La excepción a esta norma es si el rider presenta un truco al principio del evento (incluidas las sesiones libres) que el Juez Principal considera que es un truco o una variación significativa de otro que nunca se haya realizado o visto con anterioridad, lo que significa que es un truco o maniobra innovadora. Al final de cada tanda, los jueces determinarán la puntuación. Después de que todos los riders hayan acabado una ronda, se anunciarán las puntuaciones y el mejor rider pasará a la Segunda Ronda, donde se le otorgará el octavo (8.º) puesto.
Los riders restantes de la Primera Ronda serán eliminados de la competición. Todos los riders eliminados tendrán su lugar correspondiente en la clasificación del evento de acuerdo con su puntuación en la Primera Ronda.
Segunda Ronda'
Competición Uno contra Uno
En todas las competiciones de Uno contra Uno, los riders eliminados en cada ronda se clasificarán de acuerdo con su posición en la Calificación
Orden de Salida
Manga 1. #5 contra #4
Manga 2. #6 contra #3
Manga 3. #7 contra #2
Manga 4. #8 contra #1
La Segunda Ronda es una ronda de eliminación para los 8 mejores riders. Cada rider tendrá su propio turno y tendrá un límite de tiempo predeterminado (por lo general, 75 segundos por rider). Los riders saldrán de uno en uno y de cada manga, el rider con la menor puntuación saldrá primero. El tiempo empezará a contar en cuanto el rider realice su primer salto. Después de cada turno, el rider deberá ir a una zona pre-asignada para ver la repetición de su participación a través de un monitor. El segundo rider de la pareja, tendrá que esperar en el Hot Spot (la zona en la que los riders esperan para entrar en pista) hasta que el primer rider reciba su puntuación. Después de que el segundo rider haya completado su manga, ambos participantes tendrán que esperar en la zona pre-asignada a que los jueces tomen una decisión sobre cuál de los dos pasa a la Semifinal.
Semifinales
El ganador de la Manga 1 se enfrenta al ganador de la Manga 4 y el ganador de la Manga 2 se enfrenta al ganador de la Manga 3. Cada rider tendrá su propio turno (por lo general, 90 segundos por rider) y saldrán de uno en uno. Los riders saldrán de uno en uno y de cada manga, el rider con la menor puntuación saldrá primero.. El tiempo empezará a contar en cuanto el rider realice su primer salto. Después de cada turno, el rider deberá ir a una zona pre-asignada para ver la repetición de su participación a través de un monitor. El segundo rider de la pareja, tendrá que esperar en el Hot Spot hasta que el primer rider reciba su puntuación. Después de que el segundo rider haya completado su manga, ambos participantes tendrán que esperar en la zona pre-asignada a que los jueces tomen una decisión sobre cuál de los dos pasa a la Final.
Tercer Puesto
El tercer puesto final del evento se otorgará al rider con mejor puntuación en las Semifinales.
Final
Cada rider tendrá su propio turno (por lo general, 75 segundos por rider). De cada pareja, el rider que haya obtenido menor puntuación en la Semifinal saldrá primero. El tiempo empezará a contar en cuanto el rider realice su primer salto. Después de cada turno, el rider deberá ir a una zona pre-asignada para ver la repetición de su participación a través de un monitor. El segundo rider de la pareja, tendrá que esperar en el Hot Spot hasta que el primer rider reciba su puntuación. Después de que el segundo rider haya completado su manga, ambos participantes tendrán que esperar en la zona pre-asignada a que los jueces tomen una decisión sobre cuál de los dos se lleva la victoria de ese evento de los Red Bull X-Fighters.

## Los Jueces
La puntuación en todas las rondas expuestas anteriormente la llevarán a cabo 5 jueces, encargándose cada uno de un criterio distinto.
Juez 1: Variedad
Juez 2: Dificultad y Ejecución (representadas por el término "Execution")
Juez 3: Forma y Fluidez (representadas por el término "Style")
Juez 4: Uso del trazado (representado por el término "Course")
Juez 5: Energía, Espectáculo y Entretenimiento (representadas por el término "Energy")
Habrá 2 sistemas de puntuación diferentes para un evento de los X-Fighters
Calificación y Primera Ronda
El panel de jueces está formado por 5 miembros más un Juez Principal. Estos jueces otorgarán puntos a cada rider en una escala de 1 a 100. La puntuación final será la suma de las puntuaciones de los 5 jueces (Máximo de 500 puntos, 100 por juez). De la Segunda Ronda a la Final – Enfrentamientos Uno contra Uno
Cada juez otorgará puntos a cada pareja de riders en una escala de 1 a 100. De cada pareja, el rider que obtenga la puntuación más alta de un solo juez, ganará el voto de ese juez. El rider que obtenga 3 o más votos de los jueces, de un máximo de 5, ganará el enfrentamiento.
El juez Principal es el único responsable de indicar cuándo termina el tiempo de una tanda. Si el Juez Principal considera que un rider está “a punto” de saltar o ha empezado una serie de saltos doble-doble o un 6-pack, entonces ese salto (o grupo de saltos) contarán de cara a la puntuación final del rider.
El juez principal también tendrá la potestad de cambiar una o varias puntuaciones y de tomar la decisión final en caso de un empate entre riders.